# Hardingebrug

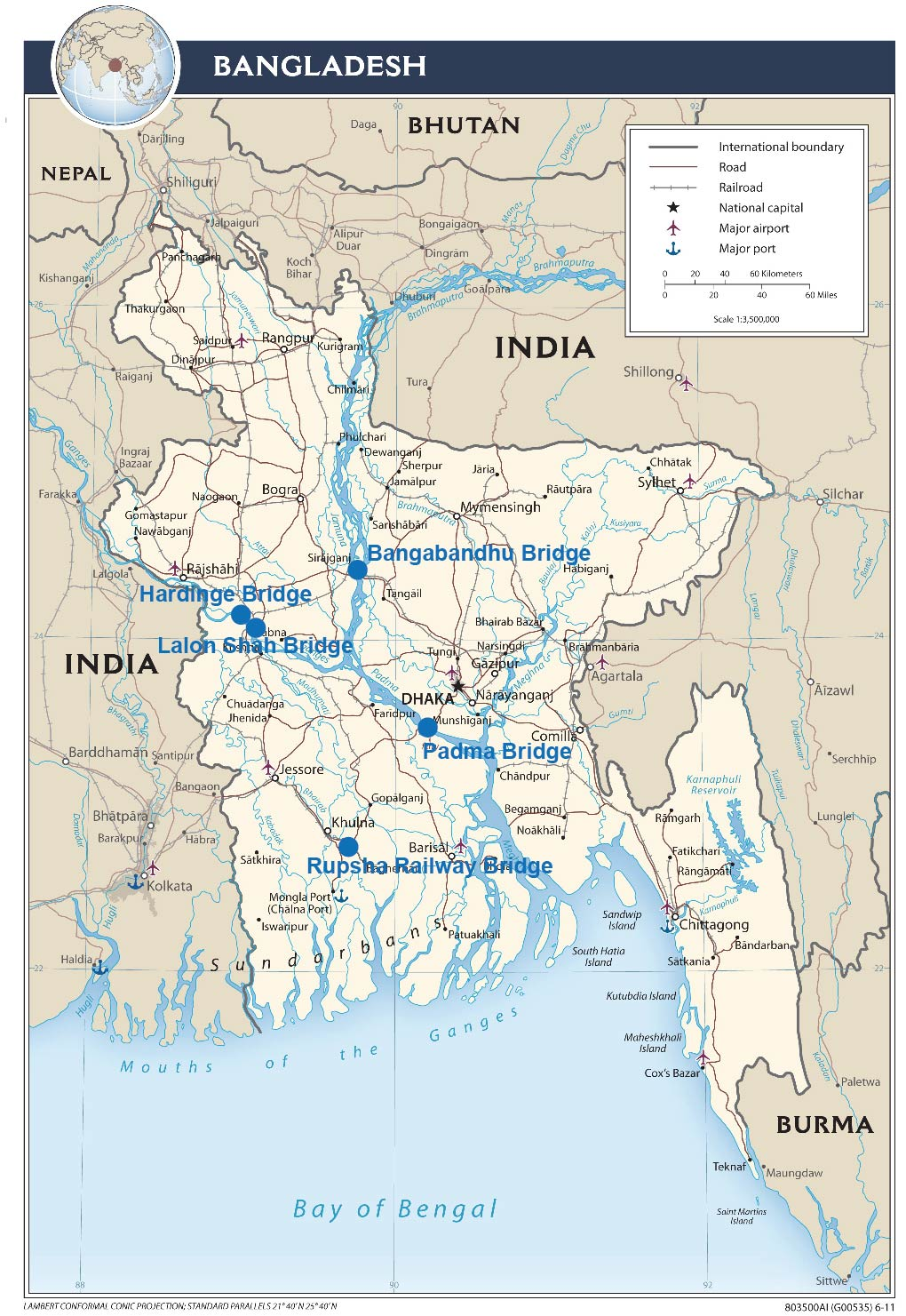
Grote bruggen in Bangladesh

De Hardingebrug is een stalen spoorbrug over de Padma-rivier in Bangladesh bij de steden Ishwardi, Pabna, Bheramara, en Kushtia. De brug is is vernoemd naar Baron Hardinge van Penshurst, die de onderkoning van India was van 1910 tot 1916. De brug is 1,8 km lang.

## Bouw
De bouw van de doorgaande vakwerkbrug begon in 1910, hoewel de bouw van de brug al minstens 20 jaar eerder werd voorgesteld. Hij werd gebouwd door Braithwaite & Kirk Company op basis van het ontwerp van Sir Alexander Meadows Rendel. De brug werd voltooid in 1912 en in 1915 begonnen er treinen te rijden.

## Korte geschiedenis
De bouw van een spoorbrug over de Padma werd in 1889 voorgesteld door de Oost-Bengalen Spoorweg om de communicatie tussen Calcutta en het toenmalige Oost-Bengalen en Assam te vergemakkelijken. In 1902 maakte Sir FJE Spring een rapport over de brug. Een technische commissie meldde dat er bij Sara een brug kon worden gebouwd over de beneden-Ganges tussen de stations Paksey en Bheramara Upazila op de breedspoorlijn van Khulna naar Parbatipur Upazila. De bouw van de brug begon in 1910 en eindigde twee jaar later. De brug bestaat uit 15 stalen spanten. De hoofdliggers zijn van het aangepaste "Petit"-type.
De moeilijkste taak van de operatie was om oevererosie te voorkomen en de rivier permanent onder de brug door te laten stromen. Hiervoor werden aan weerszijden twee geleidingsbanken van het type "Bell-bund" genoemd naar J.R. Bell gebouwd, die zich elk 910 meter stroomopwaarts en 300 meter stroomafwaarts van de brug uitstrekken. De uiteinden van de rivieroevers waren naar binnen gebogen en zwaar beschermd met zetsteen.
De Hardingebrug werd zwaar beschadigd tijdens de Bevrijdingsoorlog van Bangladesh van 1971. Het gebeurde op 13 december 1971, toen het vliegtuig van de Indiase luchtmacht op de 4e bewaker bombardeerde vanaf de kant van Paksey. Omdat het Pakistaanse leger zich terugtrok naar Jessore (hun laatste bolwerk), was de Hardingebrug strategisch erg belangrijk. De brug is toen zwaar beschadigd. De Japanse regering heeft geholpen bij het herstel.
Het is lang een van de grotere spoorbruggen in Bangladesh geweest, en essentieel voor de spoorverbindingen in het land. De Jamunabrug (1998) en de Padmabrug (2022) zijn langer. Ten zuiden van de Hardingebrug is in 2004 de Lalon Shahbrug voor wegverkeer gebouwd.